# Giuseppe Andrich

Wapen van Giuseppe Andrich

Giuseppe Andrich (Forno di Canale, 28 maart 1940) is een Italiaans geestelijke en bisschop van de Rooms-Katholieke Kerk.
Andrich werd geboren in Forno di Canale, waar ook Albino Luciani, de latere paus Johannes Paulus I, werd geboren. Hij werd op 28 juni 1965 priester gewijd door bisschop Gioacchino Muccin van Belluno-Feltre. Tussen 1977 en 1982 was hij aartspriester van de kathedraal van Belluno en tussen 1982 en 2004 was hij tevens rector van het seminarie aldaar. Hij werd in 1996 daarnaast vicaris-generaal van het bisdom Belluno-Feltre.
Na het overlijden van bisschop Vincenzo Savio was hij eerst diocesaan administrator om vervolgens door paus Johannes Paulus II te worden benoemd tot Savio's opvolger. Hij ontving zijn bisschopswijding uit handen van Angelo Scola, patriarch van Venetië waarbij Paolo Romeo, apostolisch nuntius voor Italië en Pietro Brollo, aartsbisschop van Udine optraden als medewijdende bisschoppen.
- International Standard Name Identifier: 0000 0001 1762 0394
- Library of Congress Control Number: n97073046
- Istituto Centrale per il Catalogo Unico: PUVV161602
- Virtual International Authority File: 48514300
- WorldCat: E39PBJhCCDhPVmbXymtY77gh73